# Lacmellea arborescens
Lacmellea arborescens là một loài thực vật có hoa trong họ La bố ma. Loài này được (Müll.Arg.) Markgr. mô tả khoa học đầu tiên năm 1941.